# Timur Kulibajew
Timur Askarowicz Kulibajew (ros. Тимур Аскарович Кулибаев; ur. 10 września 1966 w Ałma-Acie) – kazachski ekonomista oraz przedsiębiorca. Zięć byłego prezydenta Kazachstanu, Nursułtana Nazarbajewa. Jest znaczącą postacią w krajowej branży związanej wydobyciem oraz przetwórstwem ropy naftowej i gazu.
Związany z kilkoma kazachskimi państwowymi przedsiębiorstwami oraz międzynarodowymi organizacjami. Między innymi jest prezesem Stowarzyszenia Kazenergy, które zrzesza działające w Kazachstanie firmy z branży energetycznej powiązanej z ropą naftową i gazem. Piastuje również stanowisko przewodniczącego Prezydium Krajowej Izby Przedsiębiorców Kazachstanu, wiceprezesa International Boxing Association oraz niezależnego dyrektora w Gazpromie.
Odegrał ważną rolę w czasie zwierania umowy pomiędzy Gazpromem a Chińską Republiką Ludową.

## Życiorys

### Edukacja
Timur Kułjibajew urodził się w 10 września 1966 roku w Ałmaty. W 1983 roku ukończył szkołę średnią, gdzie uczęszczał do klasy o profilu fizyczno-matematycznym. Studiował na Moskiewskim Uniwersytecie Państwowym, gdzie uzyskał w 1988 roku tytuł magistra ekonomii w Katedrze Gospodarki Narodowej. W 1999 roku obronił pracę doktorską na temat „usprawnienia organizacyjno-ekonomiczne zarządzania mechanizmami rozwoju w warunkach ekonomii rynkowej (branża naftowa/gazowa)”. Jest autorem wielu prac naukowych.

### Kariera zawodowa
W latach 1988–1992 pracował jako ekonomista, najpierw w Instytucie Naukowym Planowania Gospodarczego, a następnie w Centrum Naukowo-Doradczym w Funduszu na Rzecz Kulturalnego, Społecznego i Technicznego Rozwoju Kazachstanu. Następnie był szefem koncernu Altyn-Alma oraz członkiem rady nadzorczej w Banku Handlowym i Przemysłowym Ałmaty. W 1997 mianowany na dyrektora generalnego Kierownictwa Wyceny Projektów oraz Negocjacji podlegającego Państwowej Komisji Inwestycji Kazachstanu. Stanowisko obejmował kilka miesięcy, ponieważ jeszcze w tym samym roku został wicedyrektorem do spraw Gospodarczych i Finansowych w zamkniętej spółce akcyjnej „Krajowej Kompanii Nafty i Gazu „Kazakhoil”, gdzie pracował dwa lata. W latach 1997–2001 już jako dyrektor kierował zamkniętą spółką akcyjną Krajowej Kompanii Transportu Nafty „KazTransOil”. W 2001 roku dokonano fuzji Kazakhoil i KazTransOil, przez co powstała spółka akcyjna KazMunayGas, w której Timur Kulibajew do 2005 roku pracował jako wicedyrektor.
W 2005 roku zatrudniono Timura Kulibajewa jako doradcę Prezydenta Republiki Kazachstanu, którym oficjalnie pozostał do 2013 roku. Wtedy również mianowano go prezesem Stowarzyszenia Kazenergy, którym jest do dzisiaj. W międzyczasie, w latach 2006–2007, zasiadał jako wiceprezes zarządu Kazachskiej Kompanii Holdingowej na Rzecz Zarządzania Własnością Państwową „Samruk”. W 2007 roku kompanię przekształcono w państwowym funduszu majątkowym działający w formie spółki akcyjnej i zmieniono nazwę na „Samruk-Kazyna”. Tam, do 2011 roku Timur Kulibajew zajmował takie samo stanowisko, co w Samruk.
W 2008 roku powołany na przewodniczącego Kazachskiego Komitetu Krajowego działającego przy World Petroleum Council, którym pozostaje do dziś. W  latach 2011–2014 był prezesem zarządu Krajowej Izby Ekonomicznej Atameken (Związek Atameken). Timur Kulibajew jest również zaangażowany w kilka organizacji sportowych. Między innymi, ze względu, że jest on wielkim fanem golfa i często uprawia ten sport, Krajowa Federacja Golfa Republiki Kazachstanu w 2004 roku mianowała go swoim honorowym członkiem. Od 2009 roku pełni również funkcję dyrektora Kazachskiej Federacji Boksu, od 2012 roku prezesa Kazachskiej Konfederacji Sztuk Walki i Sportów Wytrzymałościowych, od 2014 roku członek Stowarzyszenia Narodowych Komitetów Olimpijskich, od 2015 roku dyrektor Narodowego Komitetu Olimpijskiego Republiki Kazachstanu, a od 2016 roku również wiceprzewodniczący Olimpijskiej Rady Azji.

## Życie prywatne
Jego bratem jest Tałkgat Askarowicz Kulibajew, doktor nauk prawnych oraz generał policji pracujący jako kierownik Akademii Ministerstwa Spraw Wewnętrznych w Ałmaty.
Jest żonaty z Dinarą Nursułtanowną Nazarbajewną, córką byłego prezydenta Kazachstanu Nursułtana Nazarbajewa. Mają trójkę dzieci: syna Ałtaja (ur. 1990 r.) oraz córki Denise (ur. 2004 r.) i Alicię (ur. 2010 r.). Według magazynu „Forbes”, w 2007 r. Dinara oraz Timur Kulibajew byli najbogatszą parą w Kazachstanie.
Miał romans z rosyjsko-kazachską bizneswoman Gogą Aszkenazi, która w mediach uchodzi za „salonowca” oraz bliską przyjaciółkę księcia Andrzeja. Para miała się poznać w 2005 roku na Florydzie. Mają dwójkę nieślubnych dzieci: Adama (ur. 2007 r.) oraz Alana (ur. 2012 r.).

## Odznaczenia

### Odznaczenia Republiki Kazachstanu[2][5]
- Order „Honor” (2001)
- Medal 10-lecia Konstytucji Republiki Kazachstanu (2005)
- Medal „10 lat Astany” (2008)
- Order „Lampart” III stopnia (2009)
- Medal 20-lecia Niepodległości Kazachstanu (2011)
- Order „Lampart” I stopnia (2014)[13]

### Odznaczenia Federacji Rosyjskiej[2][5]
- Order Przyjaźni (2007)
- Order Al-Fahr (2010)
- Order Świętego Księcia Daniela Moskiewskiego II klasy (2010)
- Medal „Honorowego Kolejarza” (2011)